# Zygmunt Latoszewski
Zygmunt Latoszewski (ur. 26 kwietnia 1902 w Poznaniu, zm. 18 stycznia 1995 w Warszawie) – polski dyrygent, dyrektor i kierownik artystyczny teatru, reżyser, pedagog, muzykolog. 

## Życiorys
Syn Wincentego (ur. 1873). W wieku szkolnym (1912–1917) śpiewał w chórze prowadzonym przez ks. Wacława Gieburowskiego. Był uczniem poznańskiego Gimnazjum św. Marii Magdaleny. W latach 1919–1926 kształcił się w Konserwatorium w Poznaniu, w dziedzinie gry na skrzypcach u Zdzisława Jahnkego i teorii muzyki u Feliksa Nowowiejskiego. Od 1921 na Uniwersytecie Poznańskim początkowo studiował filologię klasyczną i historię sztuki, następnie przeniósł się na muzykologię u Łucjana Kamieńskiego. W roku 1932 uzyskał stopień doktora muzykologii na podstawie rozprawy Pierwsze opery polskie Macieja Kamieńskiego. Debiutował jako dyrygent w 1929 Następnie dyrygował Operą Poznańską (w latach 1933–1939, a także 1945–1948 był jej dyrektorem).
W okresie II wojny światowej przebywał w Warszawie, organizując wespół z Adamem Didurem koncerty z udziałem artystów polskich w restauracji „Gastronomia” i w kawiarni Lourse’a. Po upadku powstania warszawskiego znalazł się w Krakowie.
W 1945 współpracował z Filharmonią Krakowską, w 1949 z Operą Warszawską, w 1949 z Filharmonia Bałtycką. 25 lutego 1947 dyrygował Orkiestrą Filharmonii Łódzkiej podczas prawykonania Introdukcji i Kaprysu Grażyny Bacewicz skomponowanego w tym samym roku. W latach 1952–1954 był dyrektorem Opery Warszawskiej. Od 1955 do 1961 był kierownikiem artystycznym Opery i Filharmonii Bałtyckiej. Od 1961 do 1972 był kierownikiem artystycznym Opery Łódzkiej. 
Wykładał także w łódzkiej oraz warszawskiej Państwowej Wyższej Szkole Muzycznej, od 1964 jako profesor nadzwyczajny.
W 1972 przeszedł na emeryturę, ale dalej dyrygował okazjonalnie, w tym jeszcze w latach 80. prowadząc spektakle w Teatrze Wielkim w Warszawie. W 1984 Uniwersytet im. A. Mickiewicza przyznał mu tytuł doktora honoris causa.
W latach 1925–1928 redagował poznański miesięcznik „Muzyka Kościelna” i współpracował z warszawskim miesięcznikiem „Muzyka”. Był autorem licznych artykułów o tematyce muzycznej (głównie krytycznych).
Zmarł w Warszawie, spoczywa na cmentarzu Powązkowskim (kwatera Klin-12-4).

## Ordery i odznaczenia
- Order Sztandaru Pracy I klasy
- Order Sztandaru Pracy II klasy
- Krzyż Oficerski Orderu Odrodzenia Polski (14 grudnia 1955)[1]
- Krzyż Kawalerski Orderu Odrodzenia Polski
- Złoty Krzyż Zasługi (dwukrotnie: 11 listopada 1936[10], 15 czerwca 1946[11])
- Medal 40-lecia Polski Ludowej[12]
- Medal 10-lecia Polski Ludowej (25 marca 1955)[13]
- Odznaka tytułu honorowego „Zasłużony dla Kultury Narodowej” (1986)[14]
- Odznaczenie „Zasłużony dla Miasta Poznania” (1 czerwca 1993)[3][15]
- Odznaka honorowa „Za Zasługi dla Gdańska” (1960)[16]
- Krzyż Oficerski Orderu Korony (Belgia)

Źródło:.

## Nagrody
- Nagroda wojewody poznańskiego za działalność muzyczną (1947)
- Nagroda przewodniczącego Miejskiej Rady Narodowej w Gdańsku w dziedzinie muzycznej (1950)
- Nagroda Państwowa II stopnia (zespołowa) za wybitne realizacje artystyczne w Bałtyckim Studio Operowym (1952)[18]
- Nagroda Ministra Kultury i Sztuki I stopnia (1971)
- Nagroda im. Włodzimierza Pietrzaka za wybitną działalność artystyczną i organizacyjną w zakresie krzewienia w Polsce kultury muzycznej, zwłaszcza operowej i symfonicznej (1971)[19]
- Nagroda Prezesa Rady Ministrów I stopnia za twórczość artystyczną (1979)